# Dasychira nubifuga
Dasychira nubifuga är en fjärilsart som beskrevs av Holland 1893. Dasychira nubifuga ingår i släktet Dasychira och familjen tofsspinnare. Inga underarter finns listade i Catalogue of Life.